# مقاطعة كولومبيا (بنسلفانيا)
مقاطعة كولومبيا هي مقاطعة في بنسلفانيا، تتبع بنسيلفانيا، بلغ عدد سكانها 67٬295  نسمة، في 2010، عاصمتها بلومسبورغ، تبلغ مساحتها 1٬269 كيلومتر مربع.

## الموقع
تشترك في الحدود مع:
- مقاطعة مونتور (بنسلفانيا)[6]
- مقاطعة لوزيرن[6]
- مقاطعة ليكومينغ[6]
- مقاطعة سوليفان[6]
- مقاطعة نورثمبرلاند[6]
- مقاطعة شيلكيل.[6]